# Reuben Wilson
Reuben Wilson (Mounds, Oklahoma, 9 de abril de 1935-Harlem, Nueva York, 26 de mayo de 2023) fue un organista estadounidense de jazz y soul jazz, y uno de los músicos pioneros del movimiento acid jazz. 

## Biografía
Nacido en Mounds, Oklahoma, Reuben Wilson se trasladó de niño a Pasadena, California, donde tuvo como compañeros de escuela a futuros músicos de jazz como Bobby Hutcherson y Herb Lewis. Wilson aprendió a tocar piano de forma autodidacta, pero cuando un amigo suyo le mostró el órgano Hammond, supo que ese era su instrumento. Sus primeras influencias fueron Billy Larkin de the Delegates y, por supuesto, Jimmy Smith, pero pronto derivó su atención hacia el mundo del boxeo. Con 17 años se dirige a Los Ángeles y se casa con una cantante de nightclubs, a través de la cual conoce a un buen número de músicos profesionales, lo que redirige nuevamente sus pasos hacia la música. Wilson, en lugar de dedicarse al piano, se hace con un órgano Hammond, y en poco tiempo se encuentra trabajando con el baterista Eddie Williams, con el guitarrista George Freeman, y con el saxofonista Clifford Scott. El músico permanece en el circuito de Los Ángeles durante unos años antes de probar suerte -sin éxito- en Las Vegas, tras lo cual regresa a Los Ángeles, donde establece una fuerte amistad con el también organista Richard "Groove" Holmes.
En diciembre de 1966, Wilson se marcha a Nueva York, donde forma el trío de soul jazz the Wildcare Express con el baterista Tommy Derrick. Tras seis meses de trabajo, el organista decide concentrarse en variaciones más complejas dentro del estilo, introduciendo elementos más bop, lo que atrae a músicos como Grant Green, Roy Haynes, o Sam Rivers a la banda de WIlson. En esa época, la prestigiosa Blue Note Records le ofrece un contrato que Wilson no duda en aceptar.
El primer disco de Wilson con el nuevo sello ve la luz en 1968, bajo el título "On Broadway". En marzo de 1969 publica "Love Bug", con Lee Morgan, mientras que "Blue Mode" se edita en diciembre de ese mismo año. En 1970 sale a la venta "A Groovy Situation", en la nueva dirección, más comercial, que estaban siguiendo la mayoría de los artistas de Blue Note. "Set Us Free", de 1971, señala el fin de la relación de Wilson con la famosa editorial, pero éste sigue editando trabajos bajo otros señños menos conocidos durante el resto de la década, además de llevar a cabo trabajos de sesión con distintos artistas de funk y de jazz. Durante el final de la década de los 70, Wilson sólo graba esporádicamente y finalmente, a principios de los 80 tiene lugar su retiro.
En 1995, en pleno auge del movimiento acid jazz, y tras el redescubrimiento de su música en samples de artistas como A Tribe Called Quest, Us3, o Brand New Heaviess, Reuben Wilson vuelve a los escenarios con el proyecto Jazzmatazz de DJ Guru. En 1996 firma con el sello Hip Bop para editar dos álbumes, y desde entonces la actividad de estudio de Reuben Wilson ha sido incesante.

## Valoración y estilo
Referencia imprescindible en la historia del funk y del órgano Hammond, Reuben Wilson fue uno de los muchos organistas de soul jazz que emergieron a finales de la década de los 60, con la suerte de estar entre los pocos que lograron firmar con Blue Note Records. En una época en la que la editorial apostaba por una dirección menos purista, ninguno de sus trabajos para el sello lograron una fuerte aceptación en su época, pero fueron redescubiertos mucho más tarde por una nueva generación de fans que no desdeñaban sus licencias comerciales para convertirse instantáneamente en objetos de culto entre los aficionados al género. La música de Wilson, una mezcla de jazz, pop, jazz fusion y funk inspiró a gente como Sly Stone y George Clinton, y a través de los trabajos de los artistas del sello "Acid Jazz", de Gilles Peterson y de los samples de DJs contemporáneos, continúa ejerciendo una profunda influencia en la escena musical.

## Discografía

### Como líder
- On Broadway (Blue Note Records|Blue Note, 1968)
- Love Bug (Blue Note, 1969)
- Blue Mode (Blue Note, 1969)
- A Groovy Situation (Blue Note, 1970)
- Set Us Free (Blue Note, 1971)
- The Sweet Life (Groove Merchant, 1972)
- The Cisco Kid (Groove Merchant, 1974)
- Got To Get Your Own (Cadet Records, 1975)
- Live at Sob's (Jazzateria, 1996)
- Down with it (Cannonball, 1998)
- Organ Donor (Jazzateria, 1998)
- Organ Blues (Jazzateria, 2001)
- Boogaloo to the Beastie Boys (Scufflin Records, 2004)
- Fun House (Savant, 2004)
- Movin' On (Savant, 2006)
- Azure Te (Jewl) (18th & Vine, 2009)

### Comosideman
- New York Funkies Hip Hop Bop con Stanley Turrentine (Meldac, 1995)
- Grant Green, Jr. Jungle Strut (Venus, 1997)
- Grant Green, Jr. Introducing (Jazzateria, 2001)
- Master of Groove Dr. No (Jazzateria, 2001)
- Melvin Sparks What you hear is what you get (Nectar, 2001)